# Alap
Alap är en ort i Ungern.   Den ligger i provinsen Fejér, i den västra delen av landet, 80 km söder om huvudstaden Budapest. Alap ligger 107 meter över havet och antalet invånare är 2 149.
Terrängen runt Alap är platt. Runt Alap är det ganska glesbefolkat, med 28 invånare per kvadratkilometer. Närmaste större samhälle är Sárbogárd, 11,1 km nordväst om Alap. Trakten runt Alap består till största delen av jordbruksmark.